# Lukas Hutecek
Lukas Hutecek (Horn, 2 de julio del 2000) es un jugador de balonmano austriaco que juega de lateral izquierdo en el TBV Lemgo. Es internacional con la selección de balonmano de Austria.
Su primer gran campeonato con la selección fue el Campeonato Europeo de Balonmano Masculino de 2020.

## Palmarés

### Fivers Margareten
- Liga de Austria de balonmano (1): 2018
- Copa de Austria de balonmano (2): 2017, 2021

## Clubes
| Club              | País     | Año         |
| ----------------- | -------- | ----------- |
| Fivers Margareten | Austria  | 2016 - 2021 |
| TBV Lemgo         | Alemania | 2021 - Act. |